# Herrscherbild

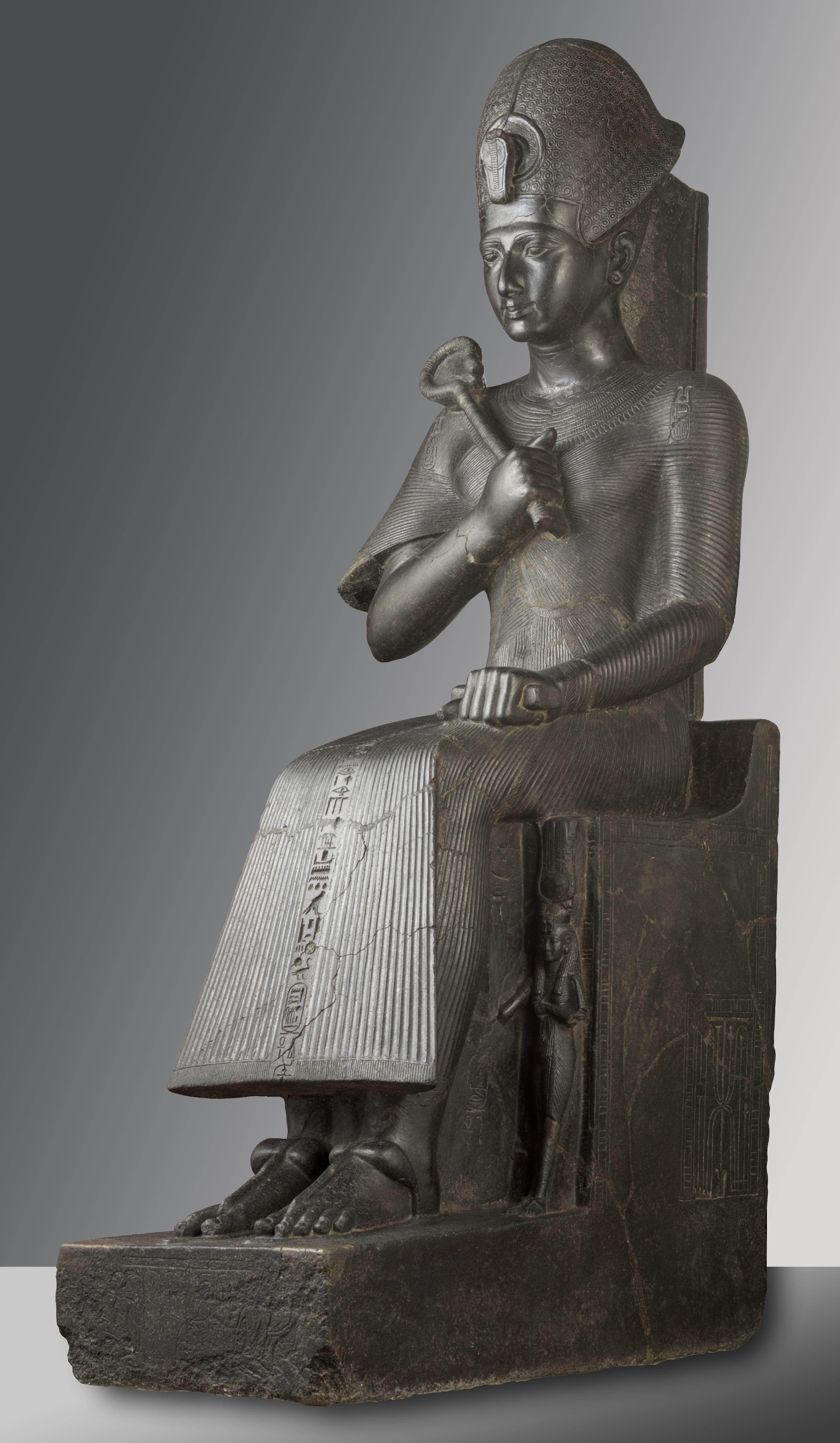
Ramses II. Regierungszeit 1279–1215 v. Chr., Museo Egizio, Turin.

Herrscherbilder repräsentieren eine Einzelperson, die an der Spitze eines Staatswesens steht. Sie definieren die Person des Herrschers als Amtsträger, als Träger eines göttlichen Auftrags, und sie können auf die Bestätigung eines Herrschaftsanspruchs zielen.
Es ist die Funktion des Bildes, die Position und die Bedeutung des betreffenden Herrschers oder auch seine Zugehörigkeit zu einer Dynastie visuell zu vermitteln. Das Bildnis kann in Abwesenheit des Herrschers als Stellvertreter eingesetzt werden, dem Bildnis gebührt dann die gleiche Ehre wie dem Herrscher selbst. Das Bildnis kann einen Verewigungswunsch enthalten und auf die Verankerung eines bestimmten, autorisierten Bildes im Gedächtnis der Nachwelt zielen.
Die Art der Darstellung wechselt im Laufe der Geschichte, konstant bleibt jedoch die Erkennbarkeit des Herrschaftsanspruchs, der anhand von Herrschaftszeichen oder Symbolen für eine göttliche Legitimation visualisiert wird. Individuelle Züge der Person sind nicht Ziel der Darstellung, sie treten zugunsten einer Idealisierung zurück und werden erst seit dem Mittelalter stärker berücksichtigt.
Dargestellt werden die Herrscher stehend, auf dem Thron sitzend, seit dem Vorbild von Marc Aurel als Reiterstandbild sowie als Büste, im Profil auf Münzen oder in der Neuzeit auf Briefmarken. Ausgestattet sind sie in der Regel mit ihren Macht- und Amtsinsignien.
Herrscherbilder sollen den Porträtierten in einer bestimmten Art zeigen, sei es, um sein Äußeres zu idealisieren, dem aktuellen Empfänger oder der Nachwelt ein positives „Image“ nahezubringen oder um eine bestimmte politische Botschaft zu vermitteln. Wie Peter Burke es formuliert, ist die Genese eines Herrschaftsporträts „ein Prozeß, in dem Künstler und Modell gewissermaßen zu Komplizen wurden“.

## Formen
Herrscherbilder gibt es als Gemälde oder Skulpturen, die sich wiederum in verschiedene Kategorien untergliedern lassen:
- Porträt (Kopfbild)
- Büste
- Halbfigur, Ganzfigur, Sitzfigur (Thronbild)
- Gruppenbild, Familienbild
- Reiterbildnis, Reiterstandbild

Beispiel aus der Antike: Kaiser Augustus
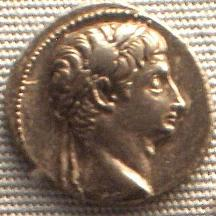
Augustus auf einem römischen Denar, Kopfbild
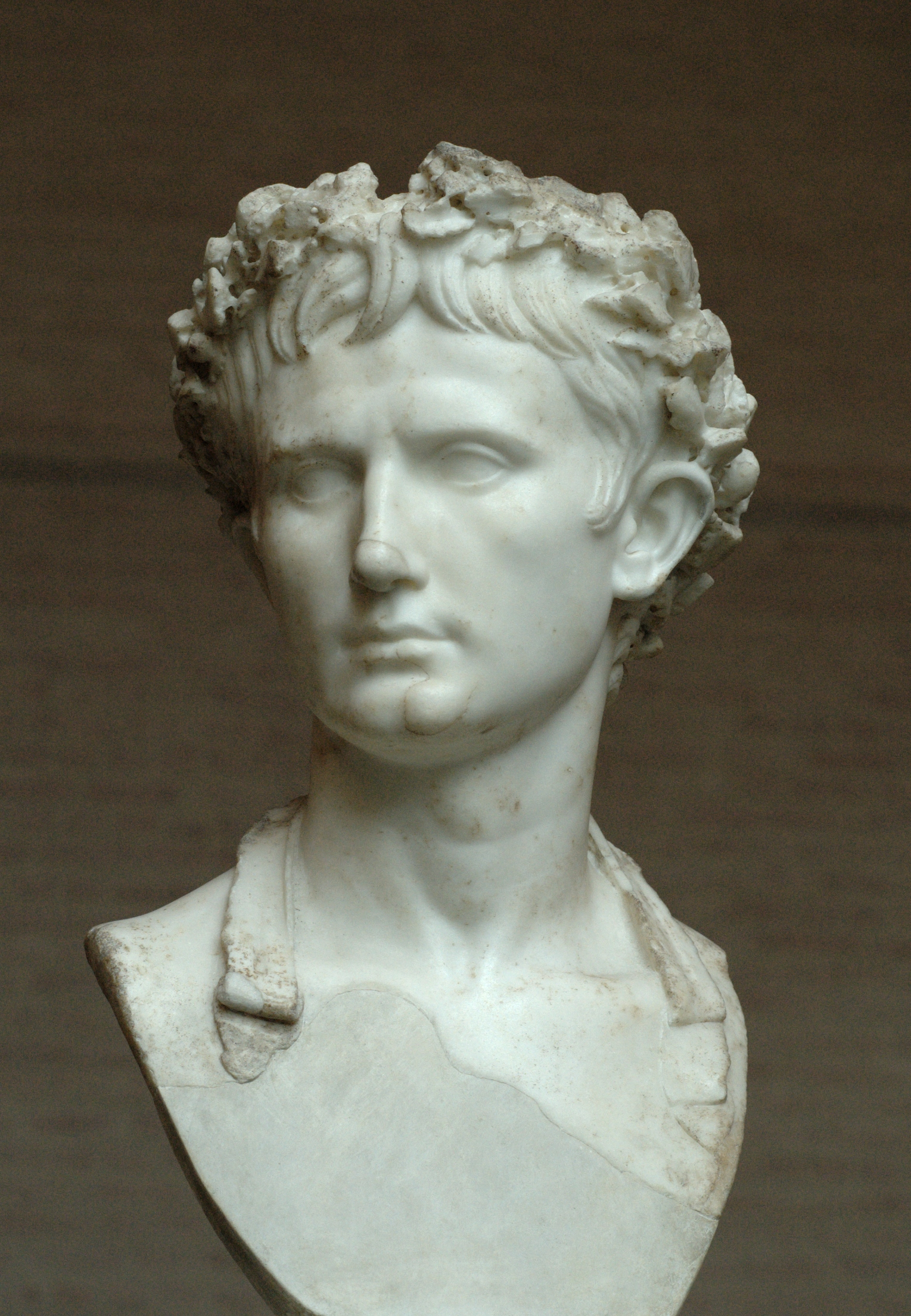
Augustus mit Bürgerkrone, Büste
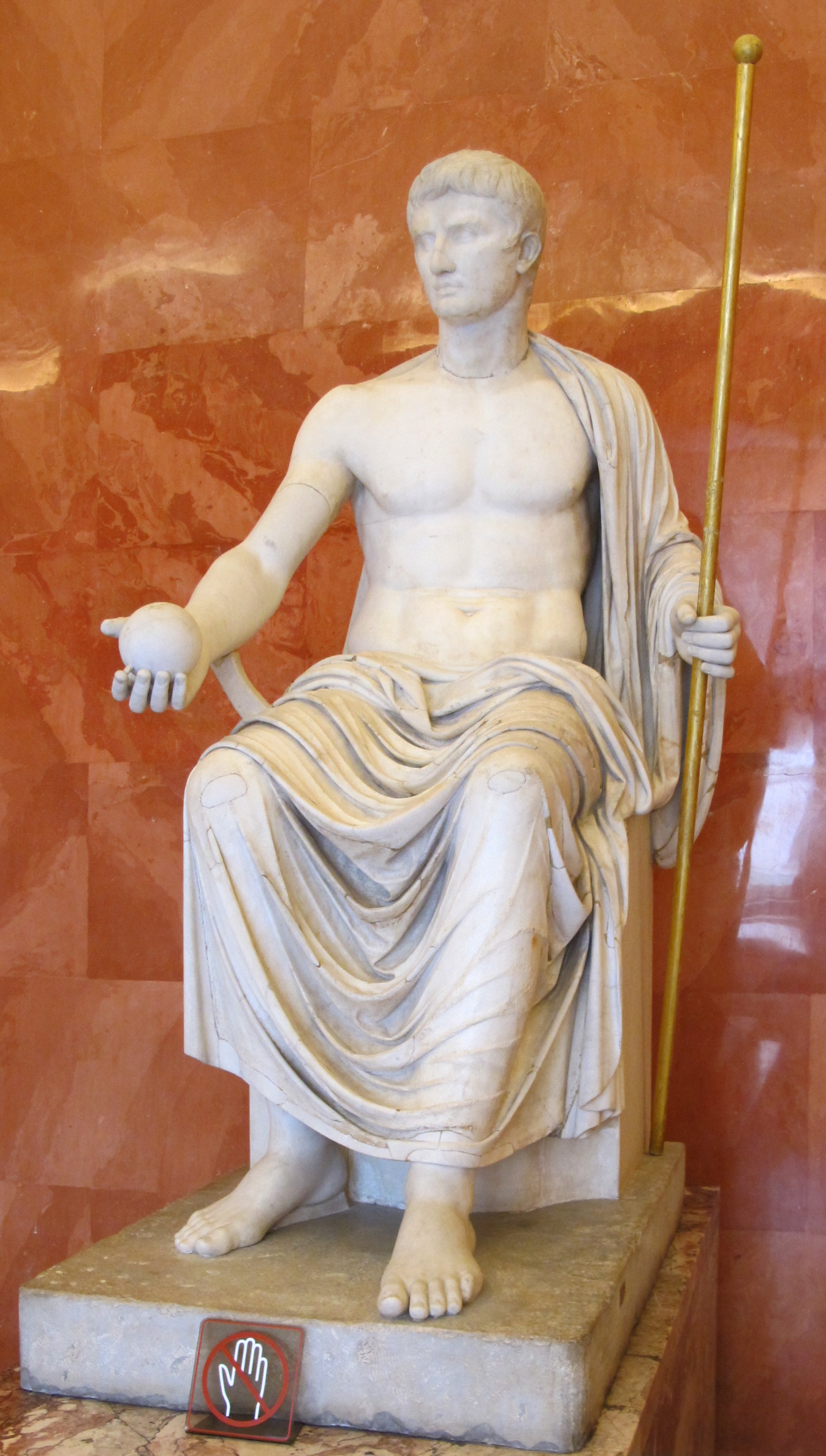
Thronender Augustus in der Pose Jupiters mit Langzepter und einer Kugel als Symbol der Weltherrschaft, Thronbild
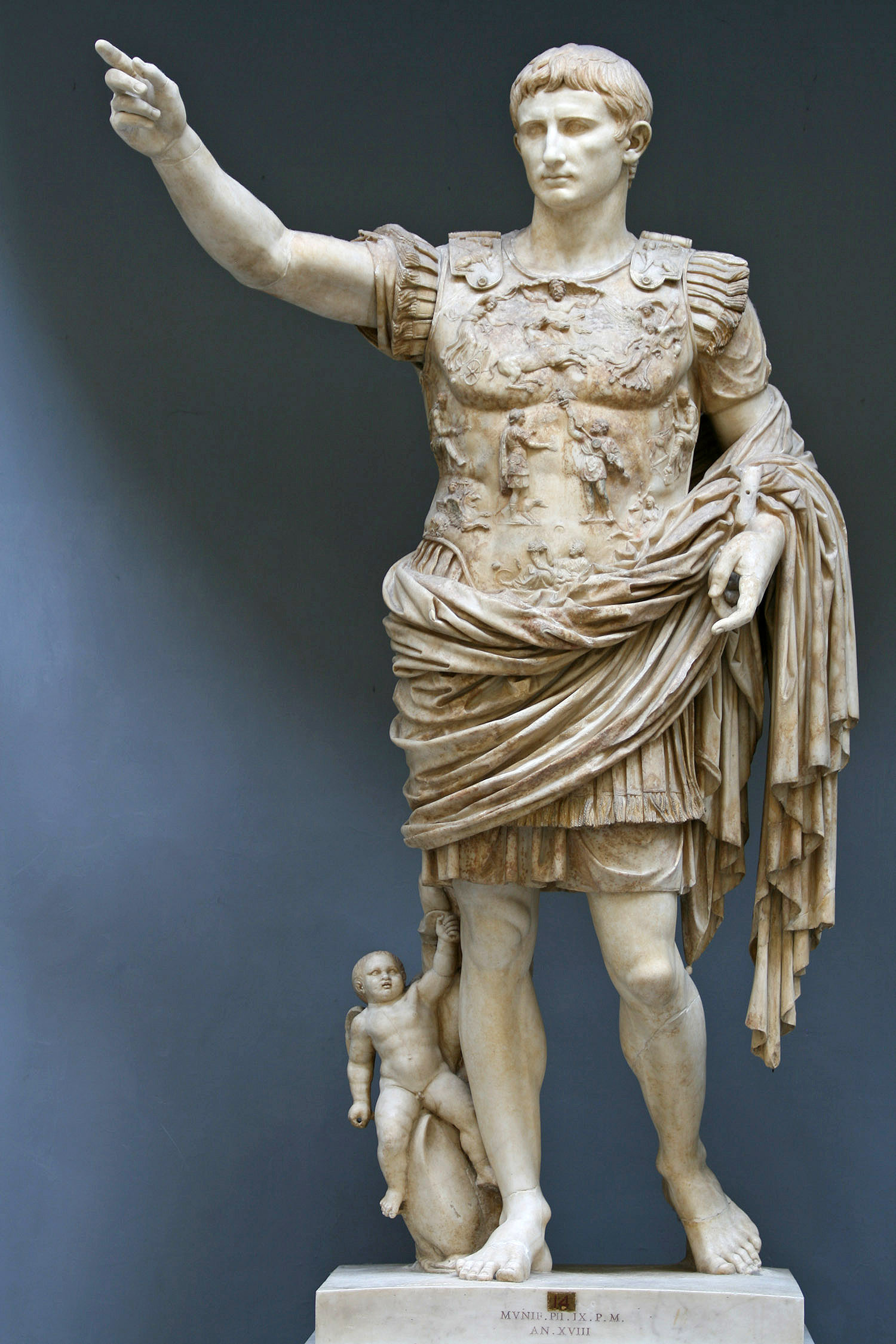
Augustus von Primaporta, barfuß entsprechend antiken Götterstatuen, mit Brustpanzer und Paludamentum, Ganzfigur

Beispiel aus der Neuzeit: König Karl IV. von Spanien
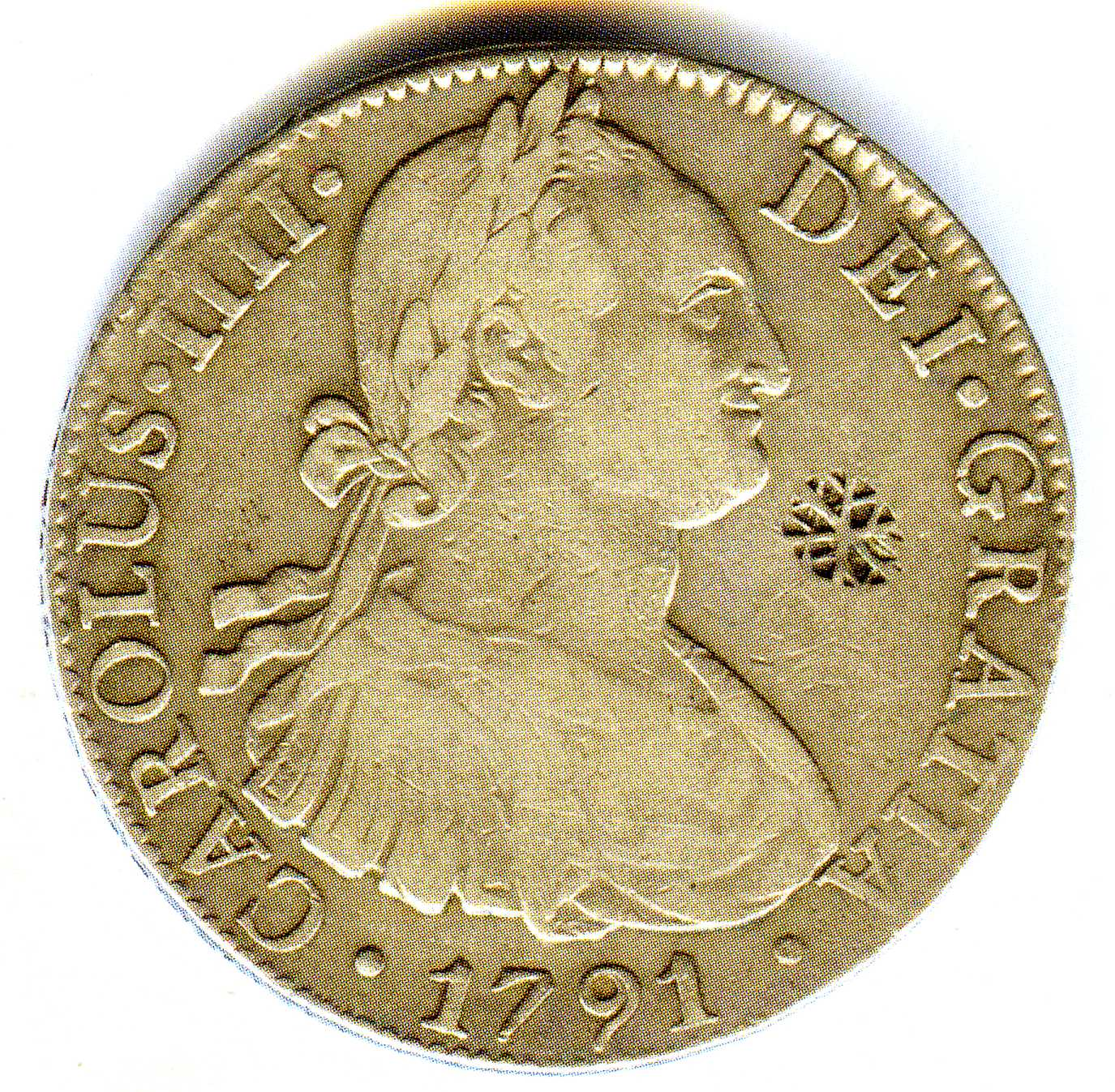
Karl IV. mit antikisierendem Lorbeerkranz, Münze
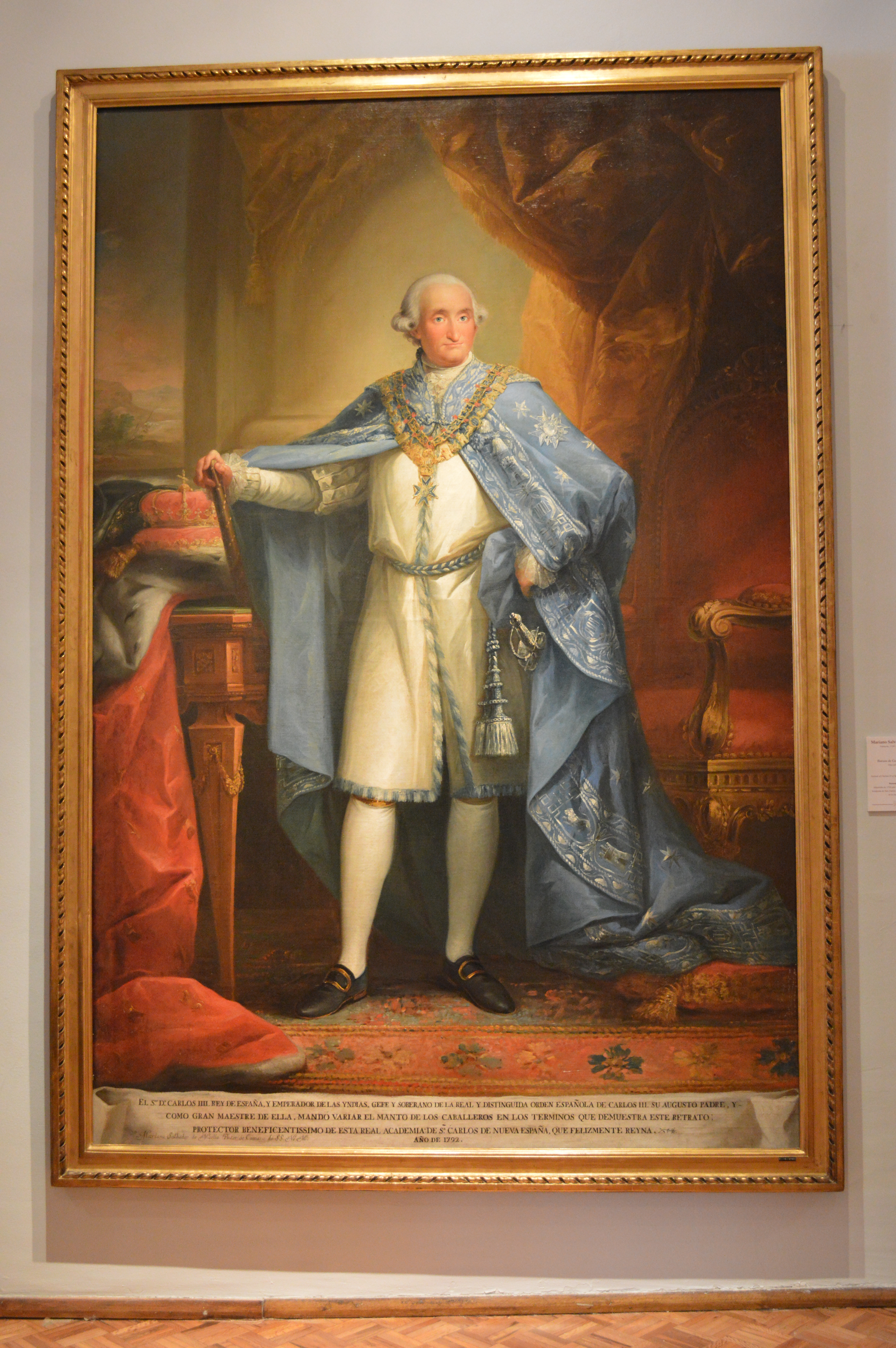
Karl IV. mit Krone und Krönungsornat, Ganzfigur
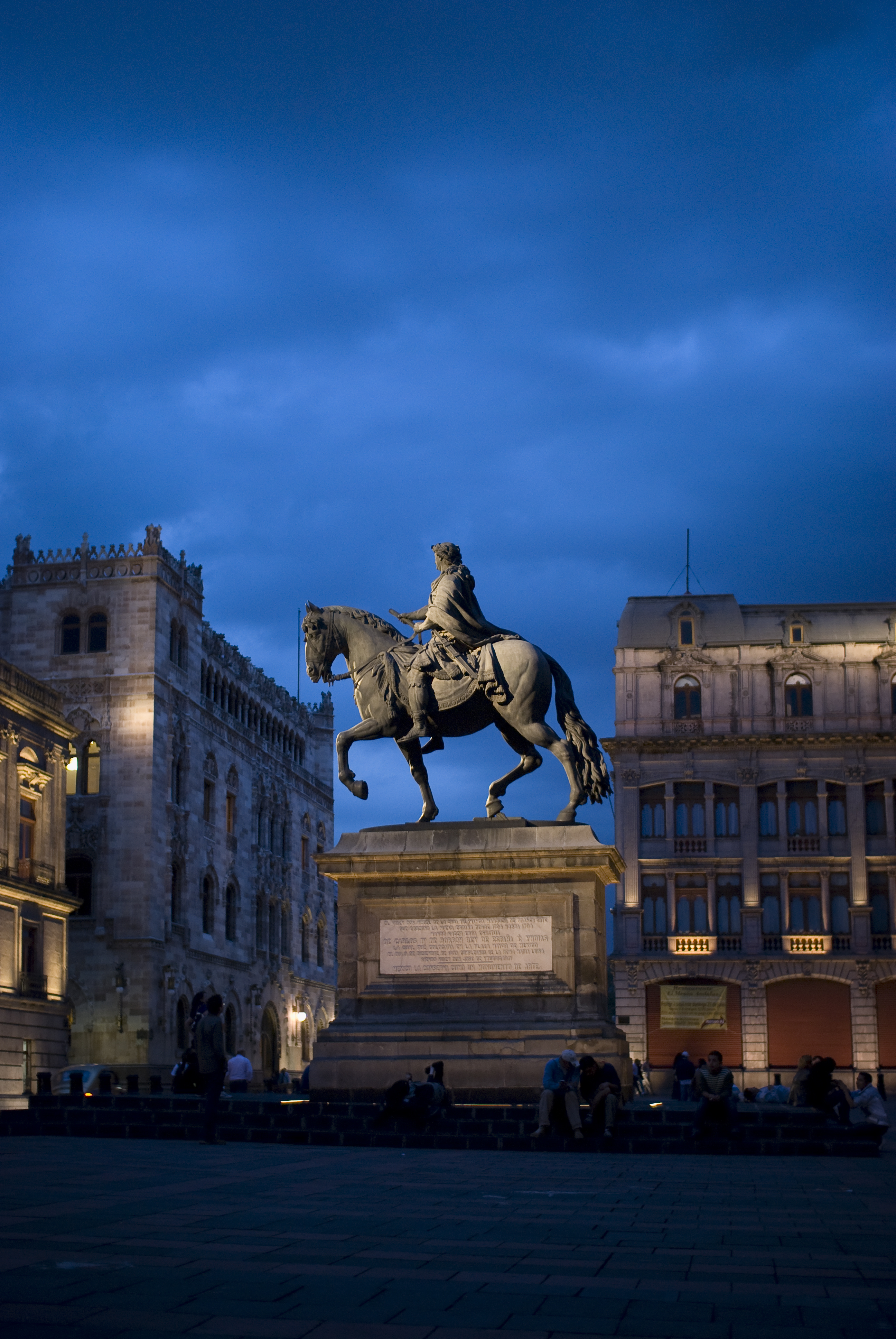
Reiterstandbild Karls IV. in Mexiko-Stadt
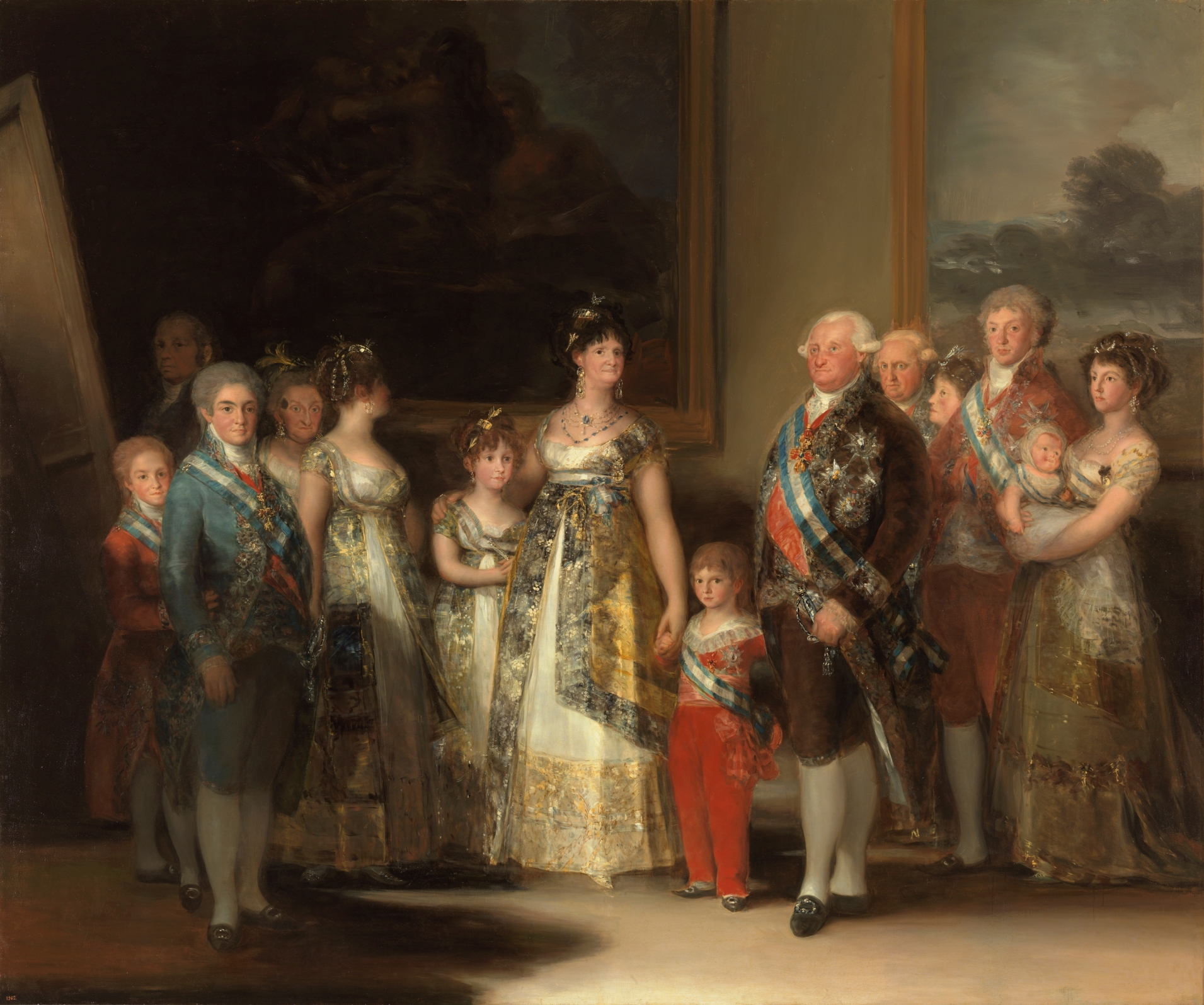
Goya: Familie Karls IV., 1800/01

## Ikonografie
Pose und Gesten eines Herrschers folgen bestimmten gesellschaftlichen oder kunsthistorischen Konventionen, ebenso wie die Wahl von Hintergrund und Accessoires, die häufig zu Trägern symbolischer Bedeutungen werden.
Zu typischen Accessoires zählen die Herrschaftsinsignien Krone, Zepter, Globus und Zeremonialschwert, das Ornat, der Thron, der Ehrenbaldachin, der sich im Laufe der Zeit in den roten Ehrenvorhang wandelt, vor dem Könige und Machthaber posieren. Säulen symbolisieren Stärke, römische Antiken oder tempel- oder triumphbogenartige Architekturen stellen einen Zusammenhang mit Rom her, idyllische Panoramalandschaften weisen auf das Blühen und Gedeihen des regierten Landes hin, durch die Zugabe allegorischer Figuren kann an Eigenschaften, Tugenden, und Leistungen des Präsentierten angespielt werden, auf seine Weisheit und Gerechtigkeit, auf Reichtum und Überfluss, Eintracht und Frieden, auf Siege über Städte und Völker. Augustus von Primaporta wird z. B. von Eros begleitet, möglicherweise als Anspielung auf Venus, von der die Julier abstammen sollen. Sein Panzer zeigt neben einer Reihe olympischer Götter auch Personifikationen unterworfener oder tributpflichtiger Völker. Auf Philippe de Champaignes Porträt Ludwigs XIII. nach dem Sieg bei La Rochelle wird der König von der Siegesgöttin Viktoria mit Lorbeer bekrönt.
Der Herrscher zu Pferd weist auf seine Fähigkeit hin, Gewalt zu zügeln und ein Land mit geschickter Hand zu regieren.

Ikonografie des Herrscherbildes
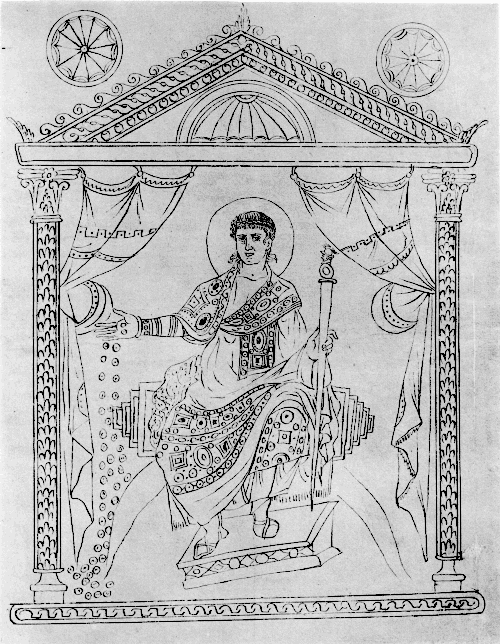
Constantius II.mit Lorbeerkranz und Zepter auf einem Thron mit Ehrenvorhang, Münzen ausstreuend, AD 345
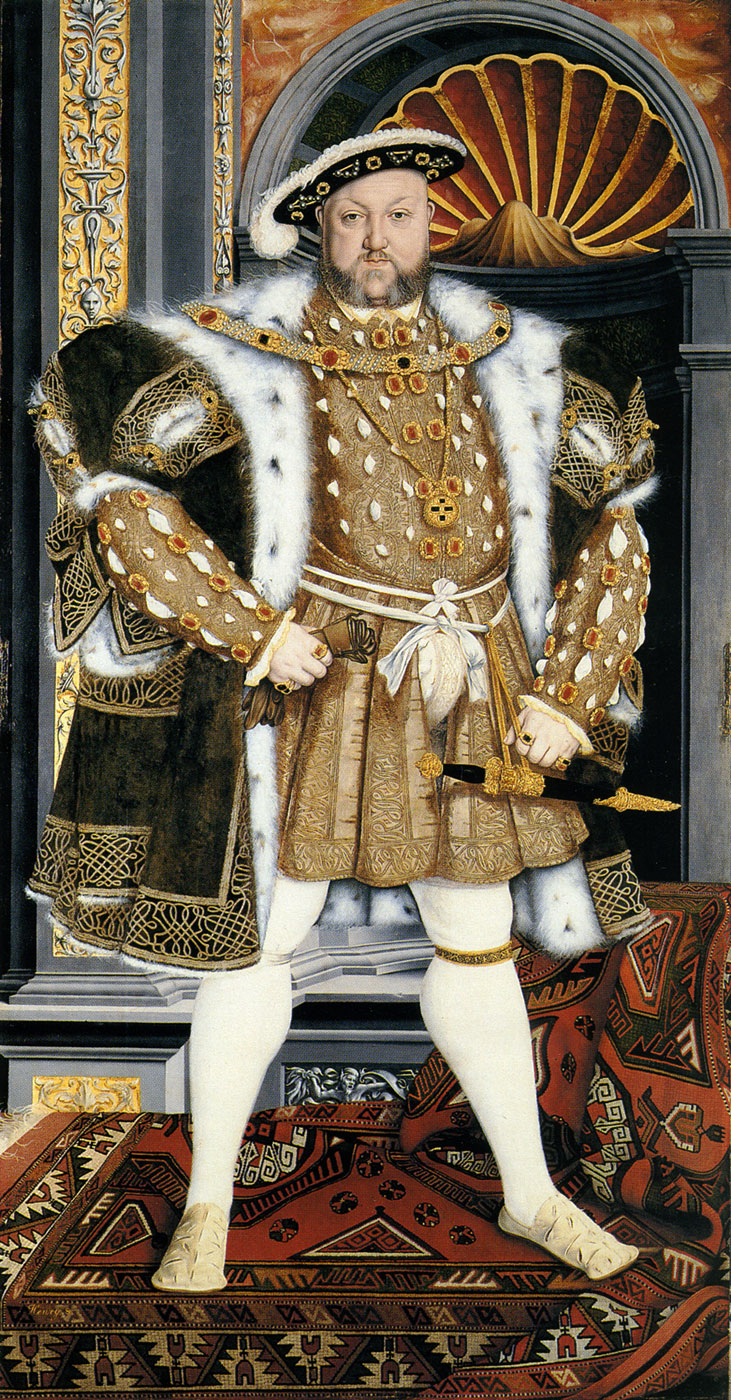
Staatsporträt Heinrichs VIII.ohne Herrschaftsinsignien, vor einer Triumphbogen- architektur
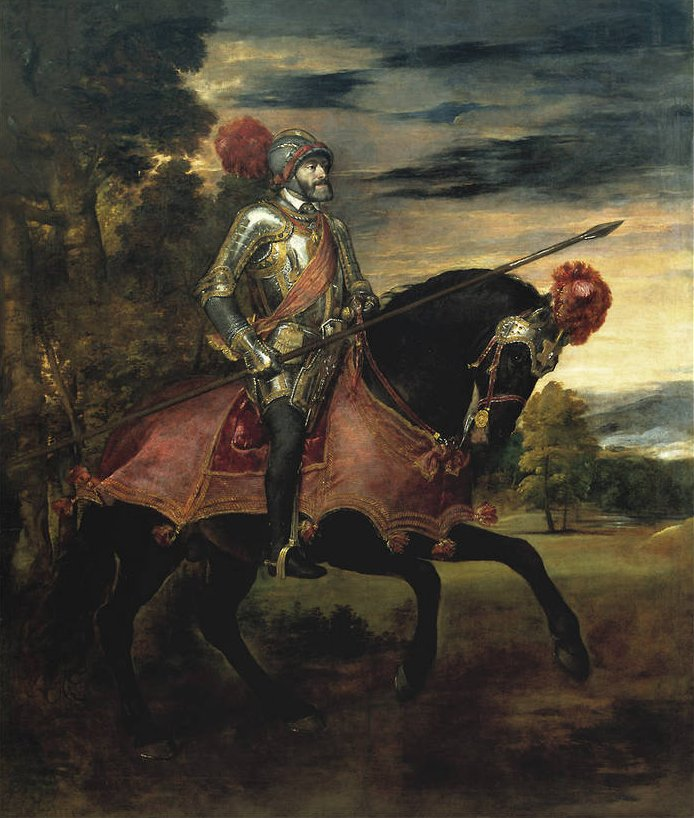
Karl V. nach der Schlacht bei Mühlberg, im Hintergrund eine idyllisch-friedliche Landschaft
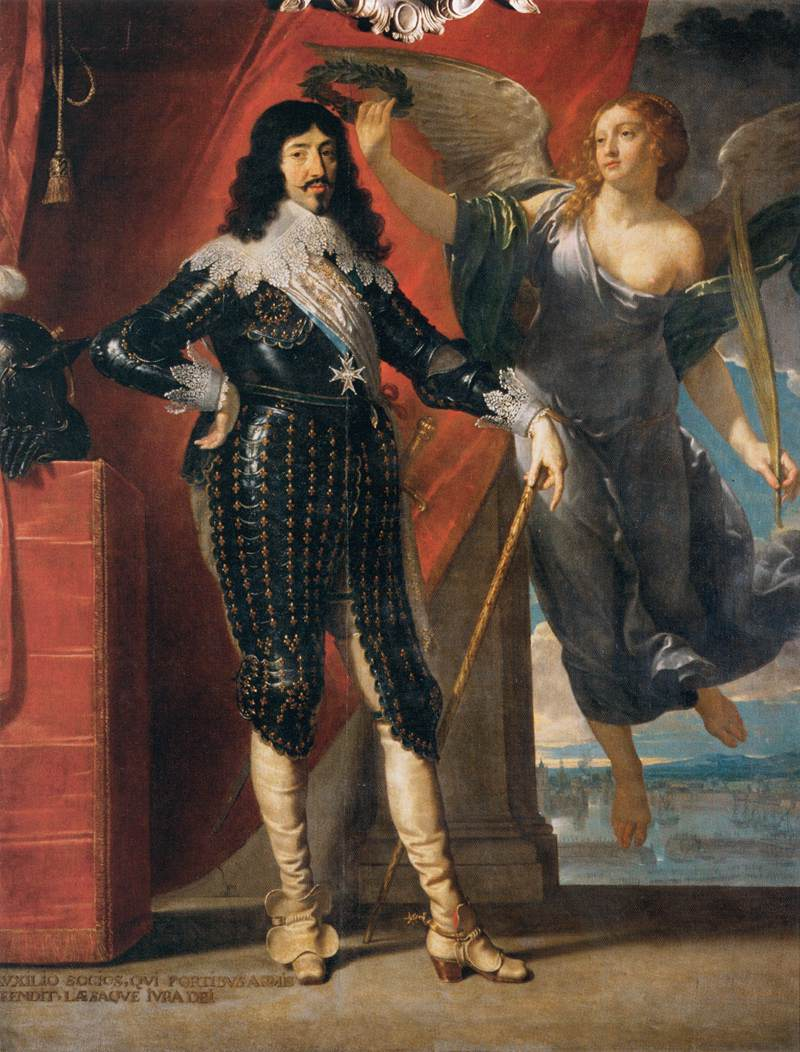
Ludwig XIII. wird nach gewonnener Schlacht von der Siegesgöttin Victoria gekrönt
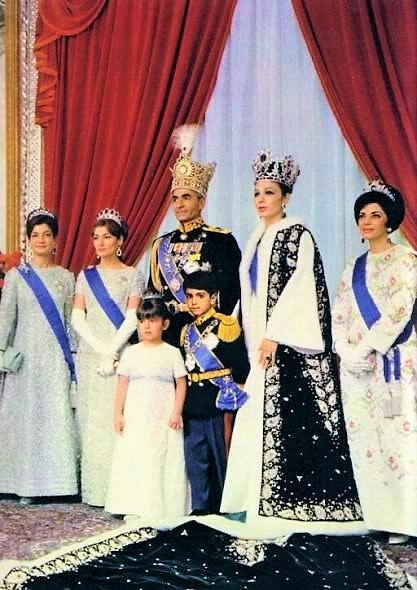
Mohammad Reza und Farah Pahlavi, Dynastiebild, 1967; offizielles Foto

## Geschichte

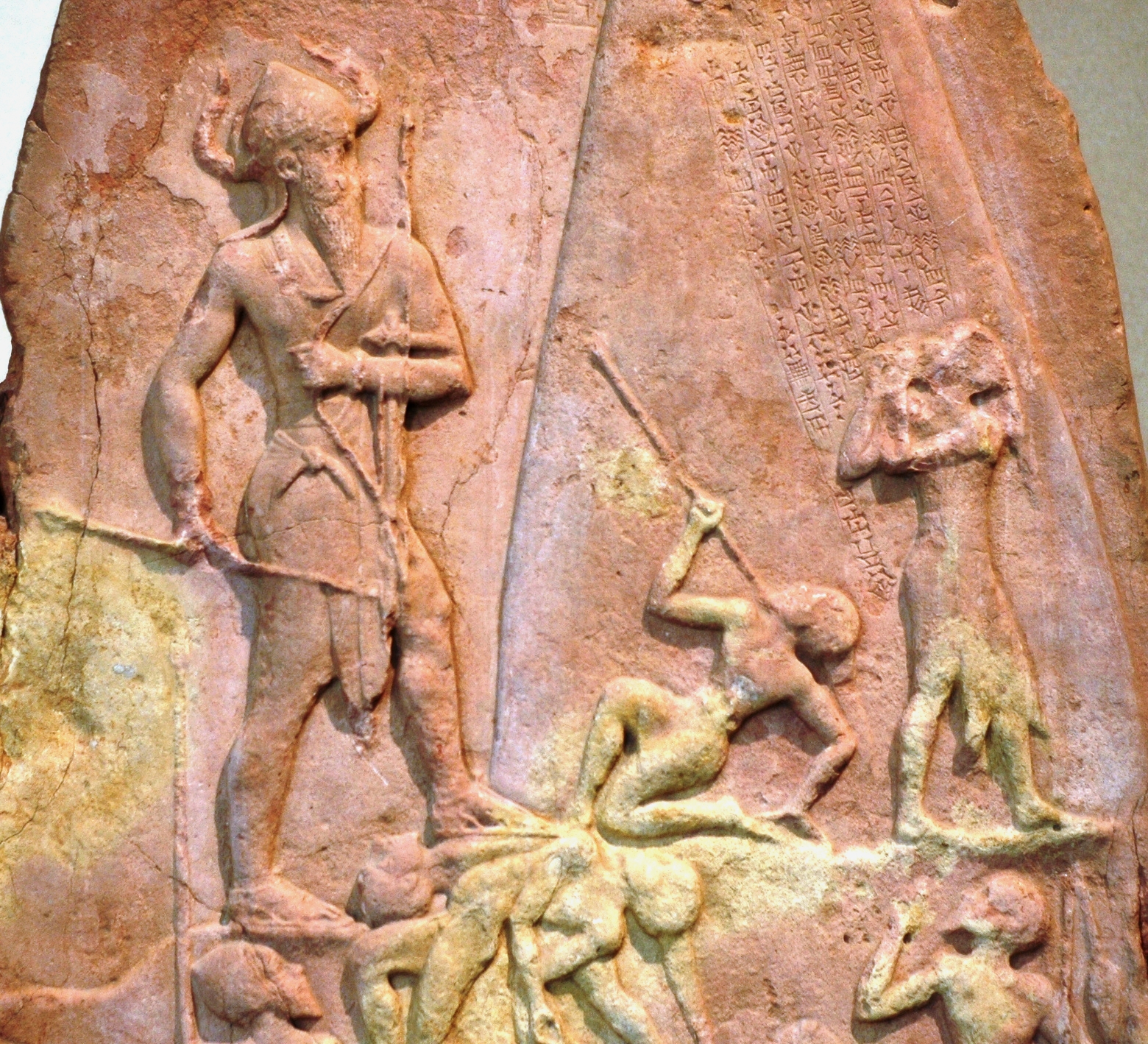
Narām-Sîn-Stele, Detail; Narām-Sîn ist bewaffnet und trägt eine Hörnerkrone

### Mesopotamien, Ägypten
Herrscherbilder aus Sumer und Ägypten sind seit dem 4.–3. Jahrtausend vor Christus erhalten.
Ein frühes sumerisches Beispiel ist die Stele des Naram-Sîn/Suen aus dem 3. Jahrtausend vor Christus. Der König, der an Körpergröße die besiegten Feinde übertrifft, trägt eine Hörnerkrone, die ein Zeichen übernatürlicher Macht ist und im Alten Orient nur den Göttern zustand.
In großer Zahl erhalten sind Gudea-Statuen, die den Stadtfürsten der sumerischen Stadt Lagaš repräsentieren. Gudea wird stehend oder sitzend dargestellt, in der Pose eines Betenden und mit einem überproportional großen Kopf, entweder kahl oder mit einem kronenartigen Kopfschmuck. Diese Statuen wurden von Gudea selbst in Auftrag gegeben und vertraten den Herrscher in den Tempeln, die er hatte erbauen lassen und die gelegentlich auf der Skulptur aufgelistet sind.
In der hethitischen Kunst werden Könige sowohl auf Flachreliefs als auch in voller Körpergröße vollplastisch dargestellt. Der König trägt entweder seine Amtstracht wie Mantel und Zepter oder auch Bogen und Lanze, Schwert und eine spitze oder kalottenförmige Mütze.
In Ägypten wurden Königsstatuen seit etwa 3000 v. Chr. hergestellt. Die erste lebensgroße Statue eines Pharao stammt aus dem Serdab der Djoser-Pyramide. König Djoser thront auf einem Lehnsessel, er trägt eine mächtige Perücke mit Nemes-Kopftuch, den Zeremonialbart und ein Zepter in der rechten Hand. Zwei Löcher in der Grabkammer ermöglichten dem Pharao einen Blick auf den Hof, um die für ihn durchgeführten Rituale zu beobachten. Königsstatuen in Totentempeln dienten zunächst dem Fortleben des Königs im Totenreich. Seit dem Mittleren Reich finden sich Herrscherbilder auch als Repräsentation der Königsmacht in Göttertempeln und seit dem Neuen Reich als Kolossalstatuen vor Pylonen. Ausgestattet ist der König jeweils mit Herrschaftsinsignien oder Zeichen religiöser Symbolik, wie Tierschwanz, Phallustasche, Krummstab, Zepter, Geißel, Nemes-Kopftuch, Uräusschlange am Kopftuch, roter oder
weißer Krone bzw. Doppelkrone.

### Antike
Im klassischen Griechenland wurden zwar gelegentlich Statuen und Büsten von Personen aufgestellt, die sich um die Polis verdient oder durch sportliche Leistungen ausgezeichnet hatten, Ehrungen durch lebensgroße Standbilder blieben aber in der Regel den Göttern vorbehalten.

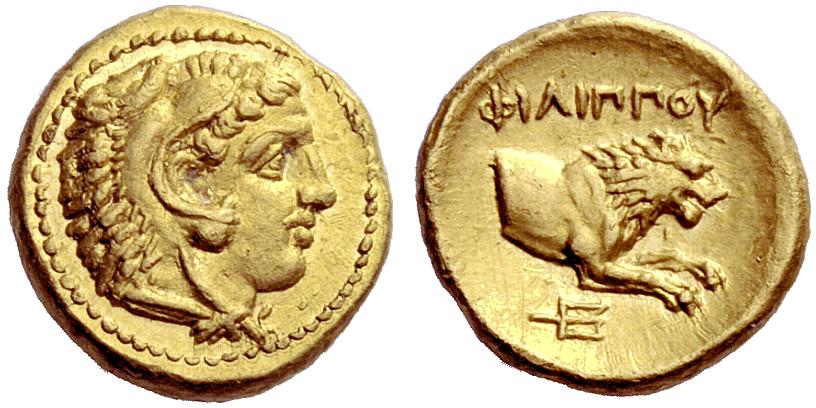
Makedonischer Goldstater

Vorbildlich und stilbildend für Münzprägungen überhaupt waren Münzen, die Philipp II. von Makedonien prägen ließ, und die auf der Retro-Seite das Profil der olympischen Götter Athene, Apollo, Zeus oder Herkules zeigen, auf der Verso-Seite häufig auch Attribute der Götter.
Alexander der Große ließ Münzen mit dem Bildnis von Athene, unter deren persönlichem Schutz er sich sah, prägen, die sich zur Leitwährung im gesamten Gebiet entwickelten und bis nach Mittel- und Nordeuropa nachgeahmt wurden. Nach seinem Tod statteten die Stempelschneider die Götterbilder immer deutlicher mit Alexanders Zügen aus. Münzen aus der Zeit der Diadochen zeigen häufig das Profil des jeweiligen Herrschers zusammen mit seinem Namen.
Während des Hellenismus nimmt der Brauch zu, Herrscher und andere Personen durch Aufstellung von Statuen im öffentlichen Raum zu ehren. Wurden Königreiche und Stadtstaaten integriert, war das Aufstellen von Herrscherporträts mit Ritualen begleitet, in denen ihnen „göttergleiche Ehren“ (isotheoi timai) erwiesen wurden.

### Byzanz

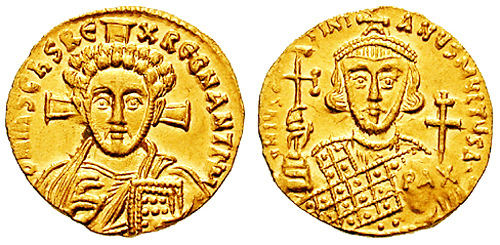
Byzantinischer Solidus um 705; retro: Christus mit Kreuznimbus und Buch des Lebens, verso: Justinian I. mit Kreuz-Krone, Zepter und Globus mit aufgesetztem Doppelkreuz als Symbol für das (ost)römische Reich

In der byzantinischen Kunst steht der Herrscher in einen religiösen Kontext. In der Tradition byzantinischer Bildprogramme wird der Kaiser als Abbild Gottes in einen Zusammenhang mit der himmlischen Hierarchie interpretiert. Münzen zeigen auf der Verso-Seite häufig das Bild Christi und auf der Retro-Seite den Kopf des jeweiligen Kaisers, der wie Christus auf der Vorderseite frontal dargestellt wird. Bildnisse des Kaisers werden in Byzanz in der Regel in einer typisierten und idealisierten Form hergestellt und außer in der Buchmalerei und über die Münzen auch auf Siegeln von Bullen, auf Schildern höherer Militärs oder auf dem Tablion des Chlamys verbreitet. Sie dienen damit der Repräsentation der Kaisermacht und seiner Memoria.
Herausragende, für Byzanz aber seltene Beispiele der Kaiserdarstellung sind die überlebensgroßen Mosaiken von Theodora und Justinian in der Kirche San Vitale in Ravenna, d. h. im westlichen und weniger bilderfeindlichen Teil des Oströmischen Reichs.
Das seit dem Ende des 3. Jahrhunderts in Rom etablierte Ritual, anlässlich der Einsetzung von Kaisern und Mitkaisern in Provinzen und Städte des Reichs Kaiserbilder zu versenden, wurde auch von Byzanz übernommen. So zeigt die 1891 aufgefundene Reiterschale aus Kertsch Kaiser Constantius II. als Triumphator zu Pferde. Bis ins 8. Jahrhundert schickte man von Byzanz aus Bilder des Kaisers nach Rom und an Herrscher an den Höfen der Franken und Germanen. Diese Bilder waren, wie es Quellen vom Konzil von Nizäa überliefern, enkaustische Tafeln.

### Mittelalter

Augustalis Kaiser Friedrichs II., nach 1231

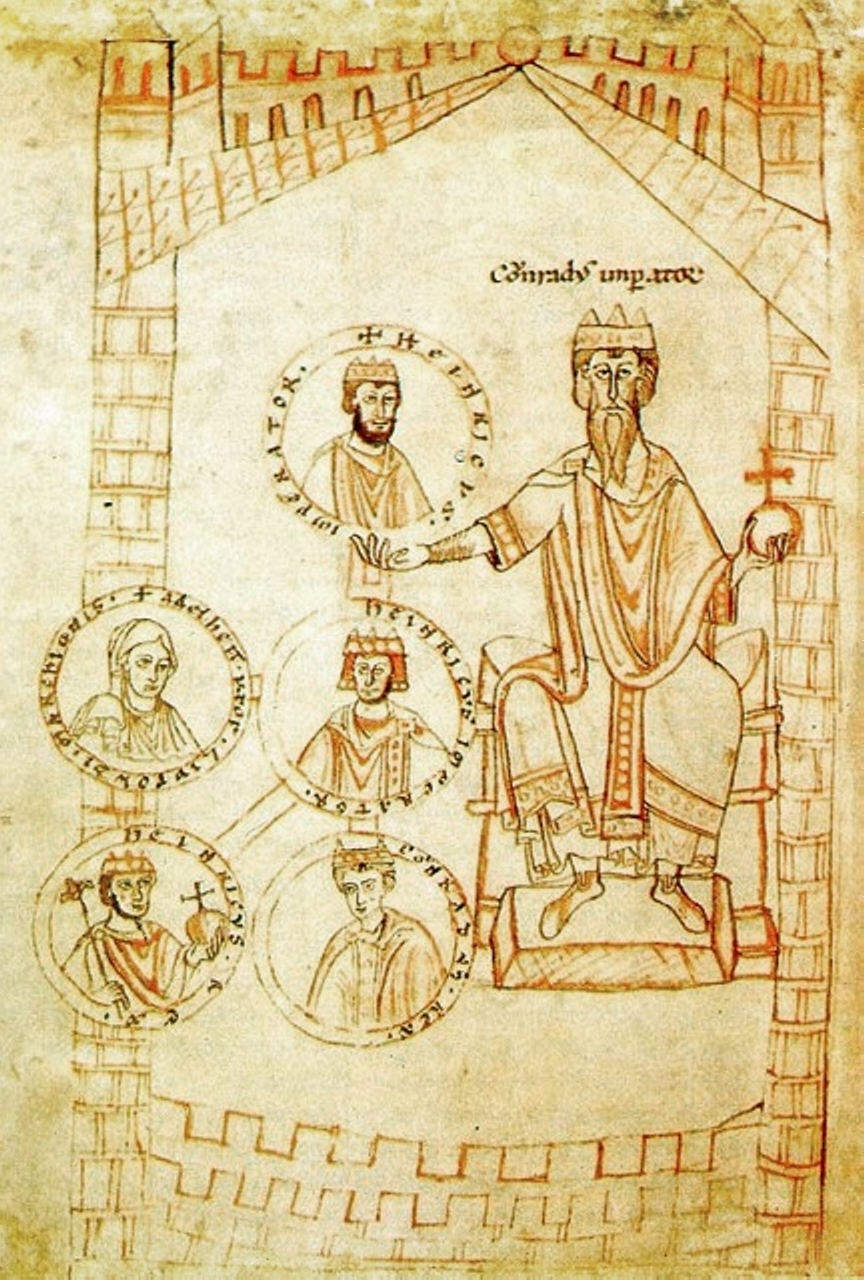
Dynastie der Salier, 12. Jh.

Herrscherbilder gibt es in karolingischer und ottonischen Zeit vor allem in der Buchmalerei. Typische Darstellungen sind der unter einem Baldachin oder in einer Mandorla thronende Herrscher, der Herrscher, der Huldigungen von tributpflichtigen Stämmen entgegennimmt, das Dynastiebild, das Dedikationsbild und die durch Christus vorgenommene Krönung. Dieses ursprünglich byzantinische Bildmotiv breitete sich in der Zeit der Ottonen nach Westen aus. Mit diesem Bildtypus wird ein Höhepunkt theokratischen Königtums dargestellt. Es visualisiert die höchstmögliche, eine von Gott erteilte Legitimation kaiserlicher Herrschaft, und es präsentiert gleichzeitig den Kaiser als Diener Gottes (servus dei).
Dedikationsbilder dokumentieren die Übergabe eines kostbaren, meist liturgischen Kodex durch den Vertreter eines Klosters, das seinerseits großzügige Schenkungen des Herrschers empfangen hat und ihm durch Gebete verbunden bleibt. Seit dem Konflikt zwischen Heinrich IV. und Gregor VII. verschwindet der Typ des von einem christozentrischen Verständnis geprägten Dedikationsbildes allmählich.
Die in den Kodizes enthaltenen Bilder war nur einer kleinen Anzahl ausgewählter Personen zugänglich. Eine weitere Verbreitung des Herrscherbildes fanden die Abbildungen auf Siegeln und Münzen, deren Ikonografie in der Regel antiken Vorbildern folgt.

### Neuzeit

Kaiser Maximilian I., Holzschnitt von Albrecht Dürer, 1518

Herrscherbilder dienen auch in der Neuzeit der Memoria des Auftraggebers, werden aber auch zu diplomatischen Zwecken eingesetzt. Seit der Erfindung des Buchdrucks und der erleichterten Produktion von Druckgrafik wird der Verbreitungsbereich von Herrscherbildern ausgedehnt. Breitere Bevölkerungsschichten können sich nun mit dem „Bild“, dem „Image“ ihres Souveräns und seiner Familie bekannt machen, so wie es der jeweilige Auftraggeber wünscht. Verbreitet wurden diese Bilder als Flugzettel, wie Dürers Porträt Kaiser Maximilians, das in hohen Auflagen produziert und immer wieder reproduziert wurde. Mancher Landesfürst ließ Martin Luthers Bibelübersetzung mit seinem Porträt als Frontispiz ausstatten, was neben dem Bekanntheitsgrad auch seine Sakralisierung förderte.

#### Renaissance, Barock
Seit der italienischen Renaissance kamen zu den üblichen Herrscherporträts auf Münzen und Siegeln die Medaillen. Anders als Münzen sind Medaillen nicht durch Hoheitsrechte begründet, sie besiegeln keine Gesetze oder amtliche Verlautbarungen, können ohne Probleme in größerer Zahl reproduziert werden, was sie zu beliebten diplomatischen Geschenken macht. Medaillen werden in die Grundsteine von Bauwerken eingelassen, damit „diese Dinge einmal gefunden werden“, wie Filarete in seinem Architekturtraktat schreibt „… und man sich dann an uns erinnert und unsere Namen nennt …“
Einen ersten künstlerischen Höhepunkt erreichten die Medaillen des Pisaners Pisanello mit seinen porträtgenauen Darstellungen. Medaillen, die in Italien unter den Herrschenden schnell außerordentlich beliebt wurden, konnten sich nördlich der Alpen erst rund 80 Jahre später durchsetzen. Im Gegensatz zu den flachen und kleinformatigen Münzen bieten die größeren und dickeren Medaillen dem Künstler bessere Möglichkeiten, Porträtähnlichkeit im Relief genauer auszuarbeiten. Rückseiten der Medaillen werden mit Allegorien versehen oder erinnern an ein bedeutendes Ereignis aus der Regierungszeit des Dargestellten.
Medaillen und Siegel

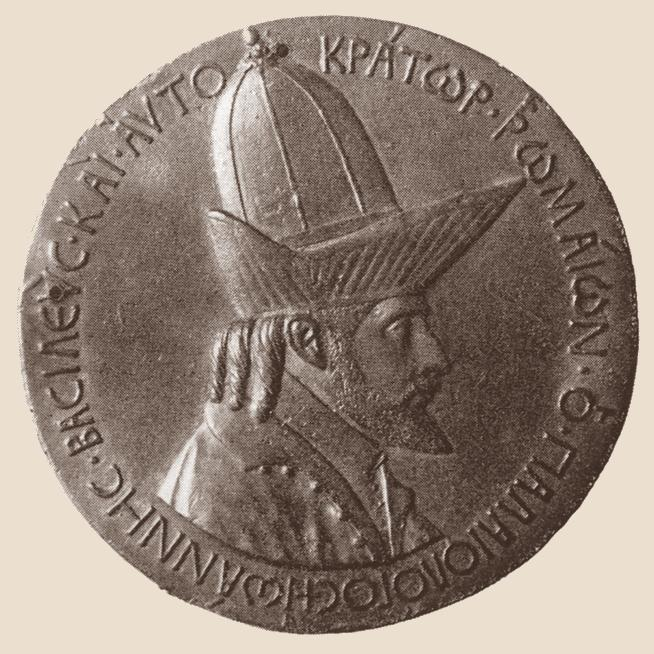
Johannes VIII. Palaeologos, Medaille von Pisanello, 1438
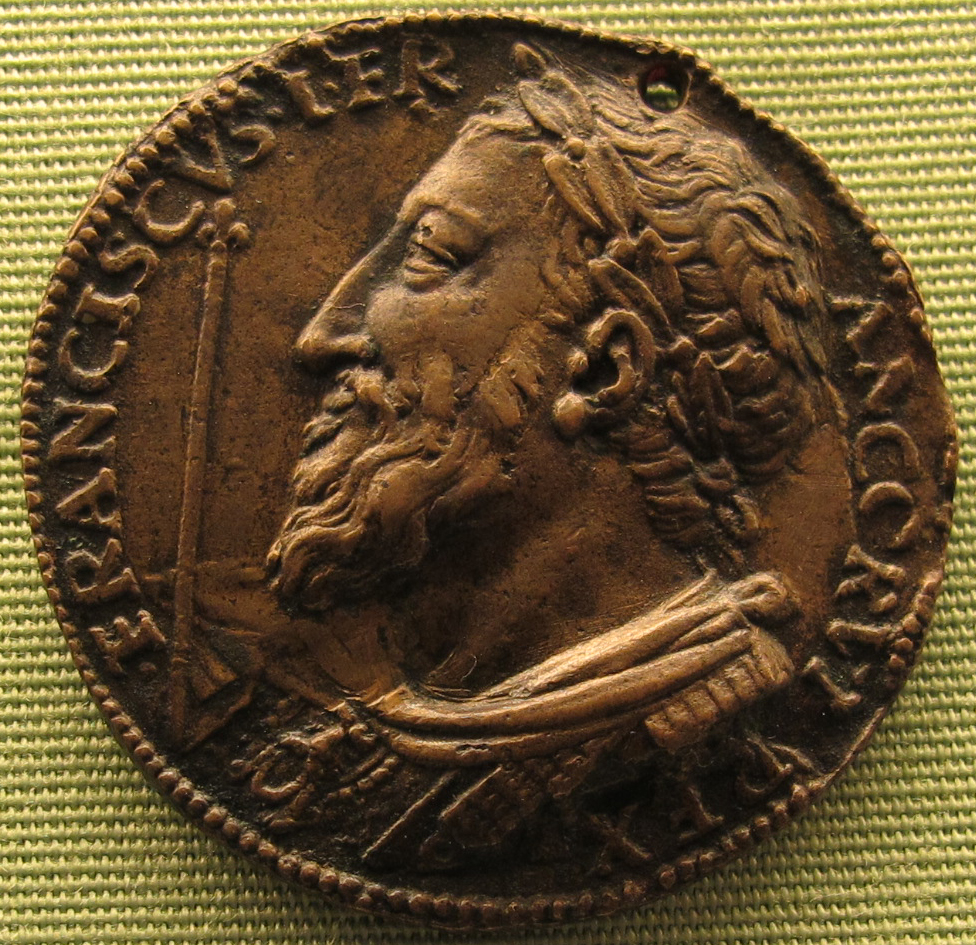
Franz I., Medaille von Benvenuto Cellini
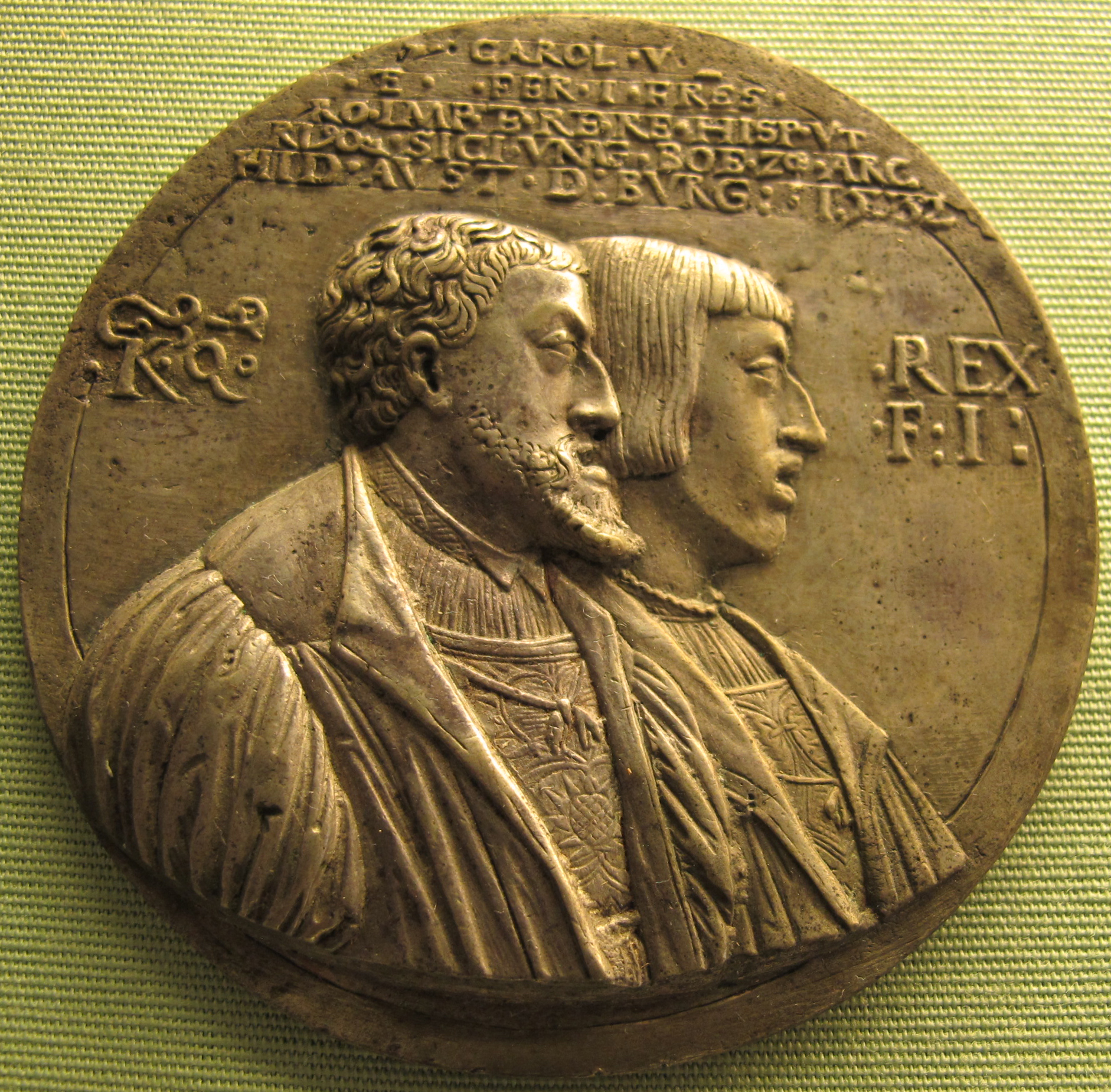
Doppelporträt Karl V. und Ferdinand V. auf einer Medaille von Peter Flötner
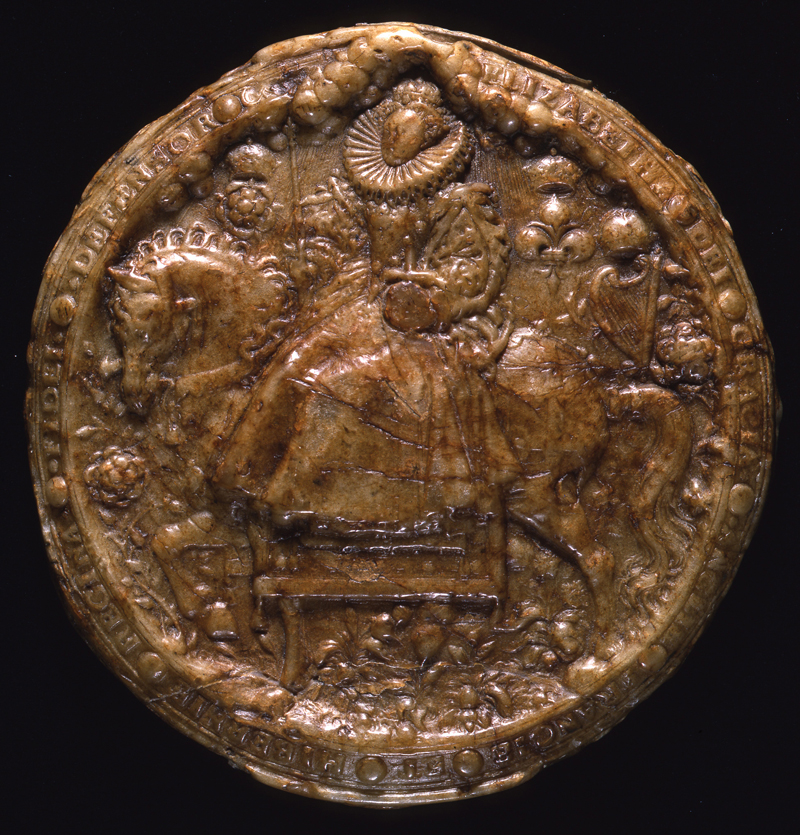
Elisabeth I. zu Pferd; Siegel von Nicholas Hilliard von 1586

Es entstanden die ersten freistehenden, überlebensgroßen Reiterstandbildnisse seit der Antike, zunächst für die beiden Condottieri Gattamelata (1447) und Bartolomeo Colleoni (1496), denen die Reiterstatuen italienischer Stadtfürsten, aufgestellt an politisch bedeutenden Orten ihres Herrschaftsgebiets, folgten. 1595 wurde die Reiterstatue Cosimo I. in Florenz auf der Piazza della Signoria aufgestellt, während Leonardos ehrgeiziges Projekt einer kolossalen Reiterstutue für Francesco Sforza (1482/1499) nicht über die Vorbereitungsphase hinauskam. Der Herrscher zu Pferd wird auch in der Malerei zu einer Standardformel, die bis ins 19. Jahrhundert vielfach variiert wird.

#### Absolutismus

Hyacinthe Rigaud Ludwig XIV. 1701

Das bekannteste Herrscherbild des Absolutismus ist wohl das Bildnis Ludwigs XIV. von Hyacinthe Rigaud. Es zeigt Ludwig XIV. als dem Volk enthobenen Herrscher mit allen Insignien der Macht.
Die Krone auf dem Kissen symbolisiert seine Königswürde, der Marschallstab gilt als Zeichen für den obersten Kriegsherrn, das Schwert ist Symbol für Gerechtigkeit und die Jurisdiktionsmacht. Bekleidet ist er mit einem blauen Mantel, der mit Hermelinpelz gefüttert ist, was nur regierenden Fürsten gestattet war, und der mit den Lilien des Hauses Bourbon bestickt ist. Ludwig ist vor einer mächtigen Säule postiert, die ein Symbol für die Beständigkeit und Stärke seiner Herrschaft ist. Er steht unter einem opulenten roten Vorhang. Derartige Ehrenbaldachine sind bereits auf byzantinischen Darstellungen zu sehen und weisen den Herrscher als eine Erscheinung des Hilfe bringenden Gottes aus.

#### 19. Jahrhundert

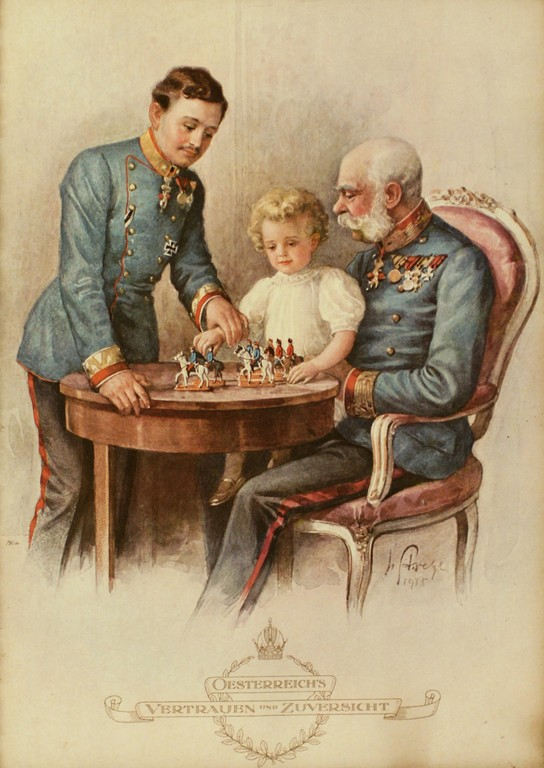
Kaiser Franz Joseph von Österreich, sein Urgroßneffe Erzherzog Otto sowie dessen Vater Erzherzog Karl spielen mit Zinnfiguren

Im 19. Jahrhundert, nach den Revolutionen, die die herrschenden Machtverhältnisse veränderten, ziehen neue Elemente in das Herrscherbildnis ein. Herrschaft ist nicht mehr allein durch Abstammung, Gottesgnadentum und reine Macht beglaubigt, sondern verlangt die öffentlichen Zustimmung durch die Beherrschten, deren Perspektive von der Herrscherperspektive durchaus abweichen kann. Herrscherbilder werden vieldeutiger, da sie den vieldeutigen Wünschen und vielfältigen Erwartungen, die den Herrschern entgegengetragen werden, entsprechen sollten, und die daher „bedeutungsoffener“ [Hügel] werden.
Die Maler und Bildhauer bedienen sich dabei der Mittel von Historien-Genremalerei. Das Herrscherbild wird anekdotisch mit dem Ziel, ein bestimmtes „Herrscher-Image“ zu erzeugen. Kern des Images wird der „Herrscher mit menschlichem Gesicht“.
Standbilder werden häufig auf Initiative von Bürgern gesetzt und durch öffentliche Sammlungen finanziert. Beispielhaft sind hier die unzähligen Denkmäler und Reiterstatuen Wilhelms I. oder II., die zum Teil wie die so genannten Wilhelmstürme durch studentische oder städtische Sammelaktionen finanziert werden und die über die gesamte Fläche des Deutschen Reichs hin bildlich-markante politische Akzente setzen. Die ausufernde Lust des Jahrhunderts an der Setzung von Denkmälern wurde in der Folge ein beliebtes Thema für die Karikaturisten.
Allerdings werden weiterhin Staatsporträts mit der repräsentativen und kanonischen Darstellung des jeweiligen Herrschers in Auftrag gegeben. Sie werden in der Regel für einen bestimmten Anlass, wie eine Thronbesteigung, oder für einen bestimmten Ort angefertigt. Staatssporträts bleiben die wichtigste offizielle Bildnisform.

#### 20. und 21. Jahrhundert

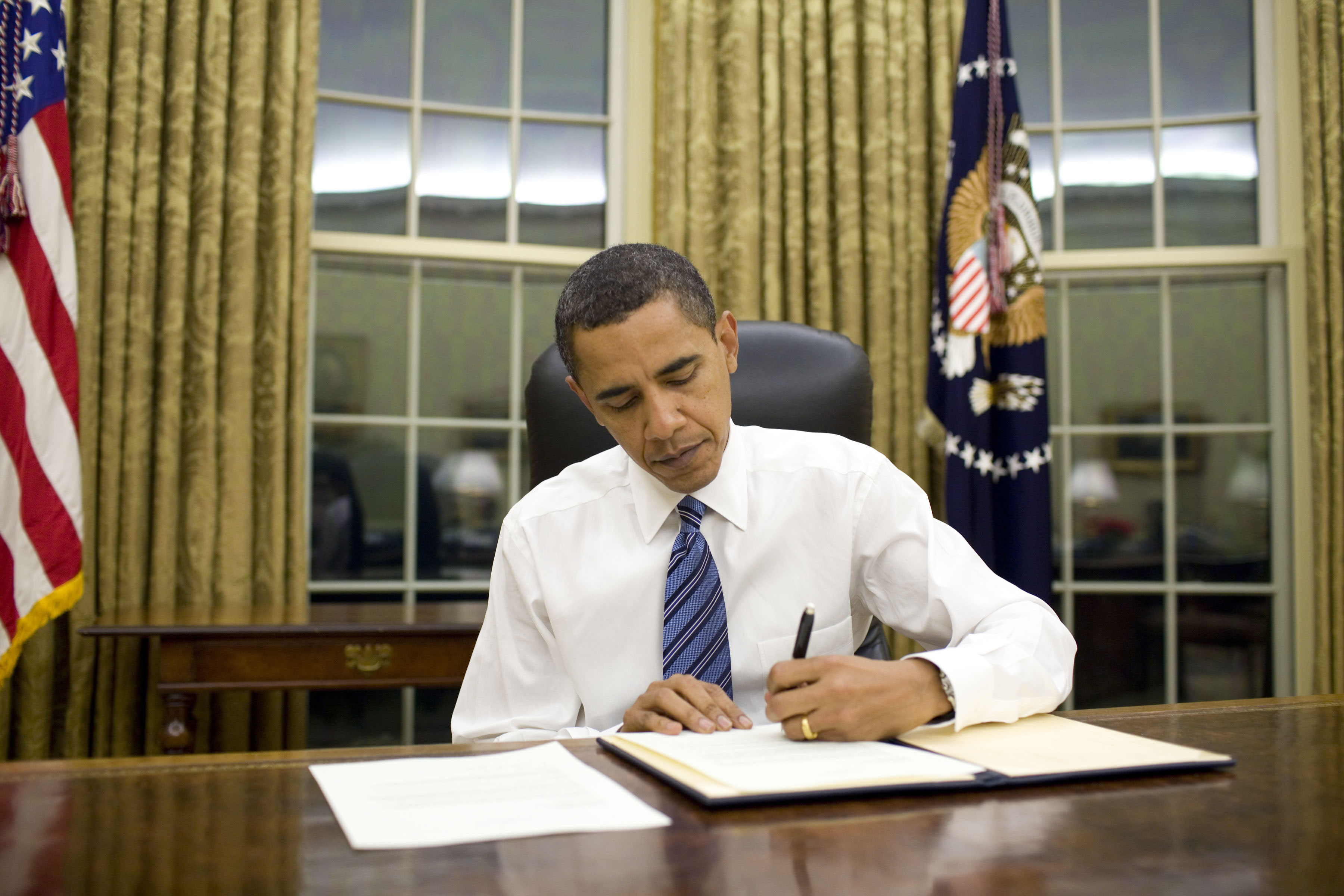
Barack Obama, 2009. Foto: Pete Souza, Director of the White House Photography Office

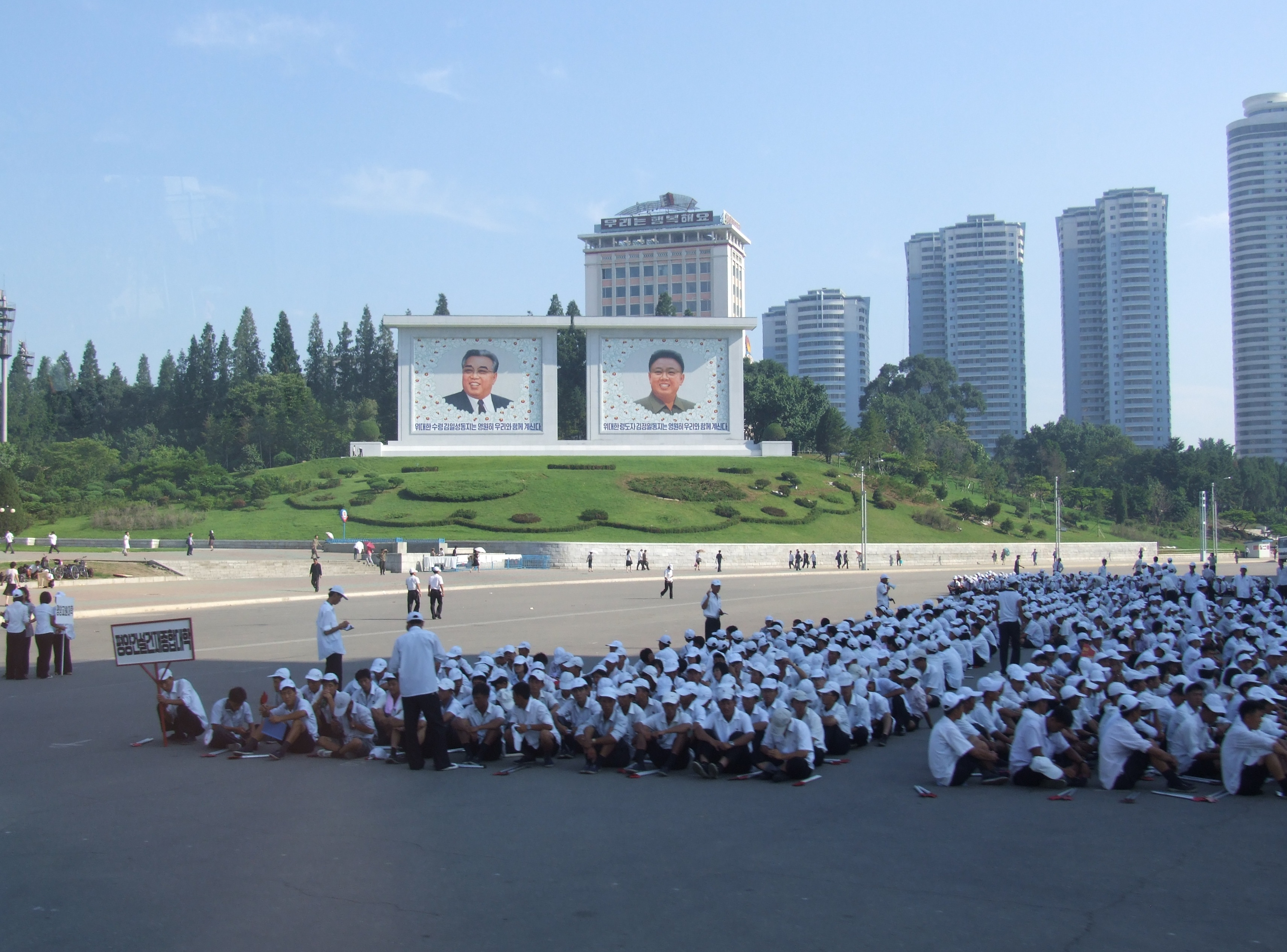
Kim Il-sung und Kim Jong-il auf dem Jangdae Hill in Pjöngjang, Nordkorea, 2012

Ab dem späten 19. Jahrhundert bis in die Gegenwart spielen die überkommenen Medien, mit denen das Bild des Repräsentanten der Staatsmacht über die Jahrhunderte propagiert wurde, nur noch eine untergeordnete Rolle. Es gibt aber einige wenige markante Beispiele, wie Maler das Problem Herrscherporträt in der Gegenwart gelöst haben. Lucian Freuds kleinformatiges und wenig schmeichelhaftes Porträt der britischen Königin Elisabeth II. ist als Closeup an beiden Seiten und an der Krone beschnitten und hat empörte Kritiken in der englischen Presse hervorgerufen.
Jörg Immendorff setzte ein goldfarbenes en-face-Porträt des Kanzlers Gerhard Schröder, das in eine Mandorla aus weißgeädertem schwarzen Marmor eingepasst ist, in ein Passepartout, auf dem sich schattenhaft die üblichen Ingredienzien eines Herrscherporträts – Adler, Löwe, Jagdhund, Lorbeerzweige, antike Plinthen – als Zitate aus dem Bilderschatz der Kunstgeschichte tummeln. Beide Künstler haben die Aufgabe mit Ironie gelöst.
Die bevorzugten Medien, mit denen die Machthaber ihr Selbstverständnis, ihr angestrebtes Image, dem Publikum nahebringen, werden jetzt das Plakat, die Fotografie und der Film. Beispielhaft für die Inszenierung und eine nahezu sakrale Überhöhung eines Machthabers mit allen subtilen künstlerischen Mitteln, die einem Filmregisseur zur Verfügung stehen, ist der Film Triumph des Willens von Leni Riefenstahl.
Relativ konstant und immer wieder variiert bleiben aber auch in den neuen Medien die Formen, die sich im Laufe der Kunstgeschichte herausgebildet haben, während bildende Künstler selbst kaum noch eine Rolle spielen. Monarchisch verfasste Staaten, Staaten mit restaurativer Tendenz und Staatswesen, denen es an demokratischer Legitimation mangelt, halten noch bis in die Gegenwart an überkommenen Formen des Herrscherbildes fest. Bronzene Reiterstandbilder General Francos wurden bis Mitte des 20. Jahrhunderts aufgestellt.
In der Folge von Revolutionen und politischen Umwälzungen gehört der Sturz von Herrscherdenkmälern zu den typischen öffentlichkeitswirksamen Aktionen. Entweder wird der Bildersturz von den neuen Machthabern veranlasst oder aber spontan durch Bürger durchgeführt. Von den vielen Denkmälern im ehemaligen Ostblock sind die meisten spurlos verschwunden, andererseits gibt es auch vereinzelt Anzeichen eines Revivals, wie die Aufstellung eines Stalin-Denkmals 2013 in der sibirischen Stadt Irkutsk.
Ein überragendes Beispiel für ein zeitgenössisches Herrscherbildnis ist das Mao-Bildnis auf dem Tian’anmen-Platz. Angebracht über dem Tor des Himmlischen Friedens in Peking, zeigt es in monumentaler Größe das Porträt Maos, der an dieser Stelle am 1. Oktober 1949 die Unabhängigkeit Chinas proklamierte. Das ikonische Bild gilt als das weltweit am meisten reproduzierte Bildnis eines Menschen überhaupt.

## Karikaturen
Eine Form der Herrscherkritik und der Kritik am kanonisierten Herrscherbildnis ist die Karikatur. Typisch für die Karikatur ist eine Vereinfachung der Formen und eine Überzeichnung der Physiognomie bzw. der Elemente der Konstitution, die nicht dem Schönheitsideal der betreffenden Zeit entsprechen.
Frühe Karikaturen gibt es von Gian Lorenzo Bernini, der den Begriff Caricatura 1665 in Frankreich eingeführt hat oder von Annibale Carracci.
Bernini hat Papst Innozenz XI. karikiert, wie er – auf dem Kopf die Mitra – eine Audienz im Bett abhält. Vor der Französischen Revolution sind jedoch Karikaturen von Herrschern wegen des Risikos für den Künstler, der Majestätsbeleidigung angeklagt zu werden, außerordentlich selten.
Zu einer Blüte der politischen Karikatur kam es in Frankreich seit 1830 mit der Gründung der Zeitschriften La Caricature (1830–35) und Le Charivari, beide herausgegeben von Charles Philipon. Als Zeichner für Philipon arbeiteten u. a. Grandville und Daumier. Philipons satirische Zeitschriften, mit der bevorzugte Zielscheibe König Louis Philippe in Gestalt einer Birne, wurden Modell und Vorbild für ganz Europa.
Bevorzugte Medien und Techniken der Karikatur sind die Zeichnung, die Druckgraphik, Fotomontagen und Plakate. Herausragende Beispiele politischer Karikatur und ätzender Herrscherkritik sind die Fotomontagen von John Heartfield über Hitler, die ab 1930 in der Arbeiter Illustrierte Zeitung in Berlin und ab 1938 in Prag publiziert worden sind.

Karikaturen
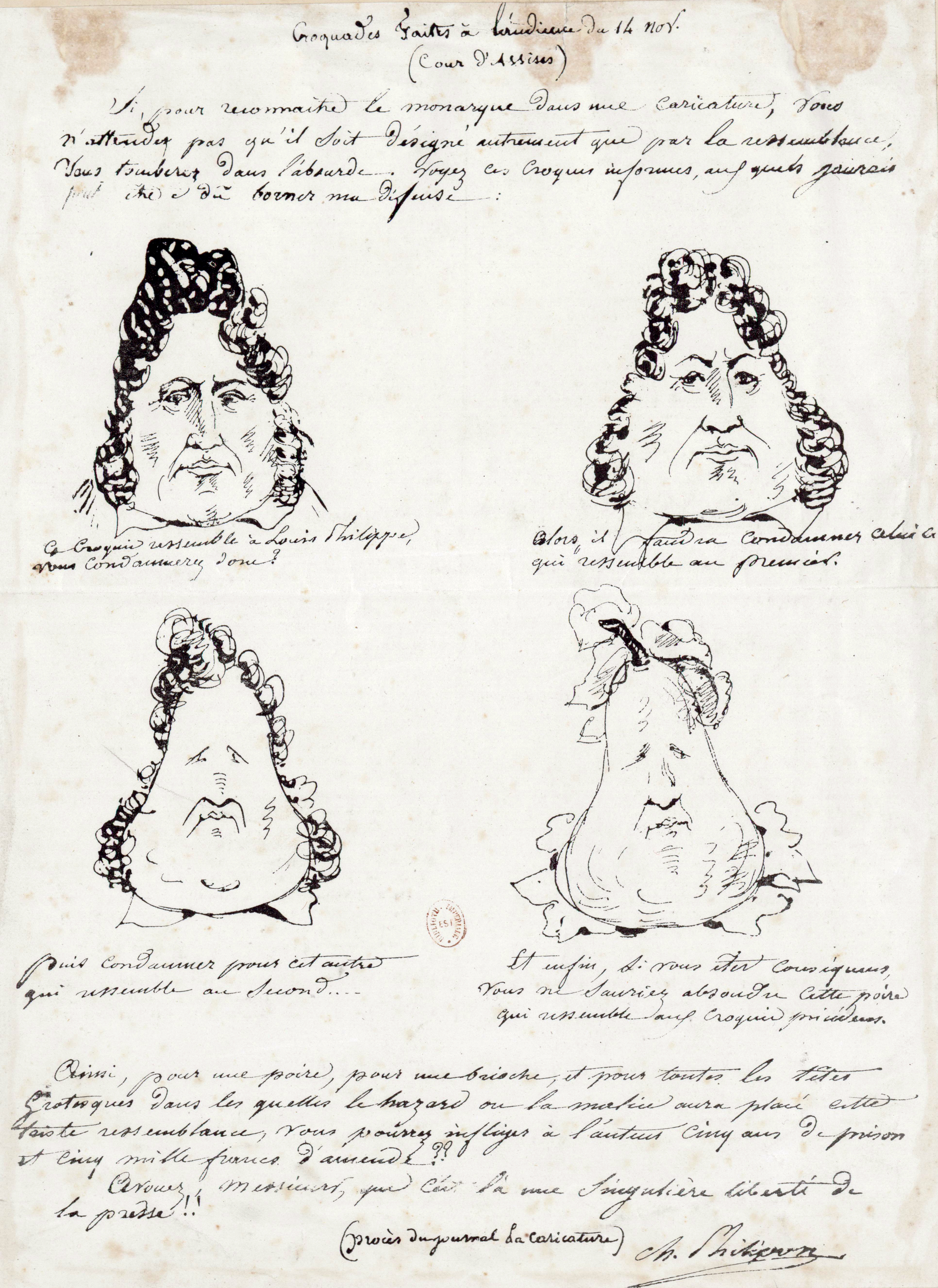
Louis Philippe als Birne In: La Caricature 1831
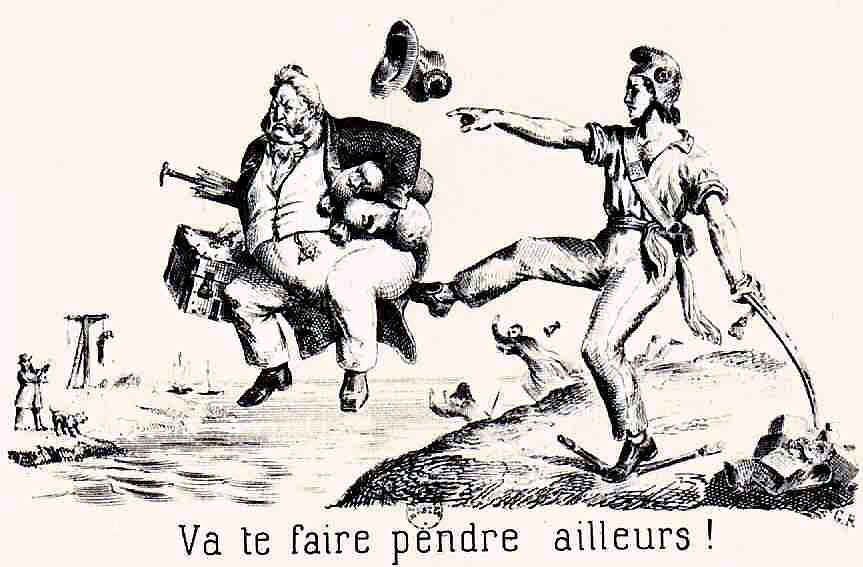
Karikatur von Louis Philippe mit der Personifikation der Revolution von 1848
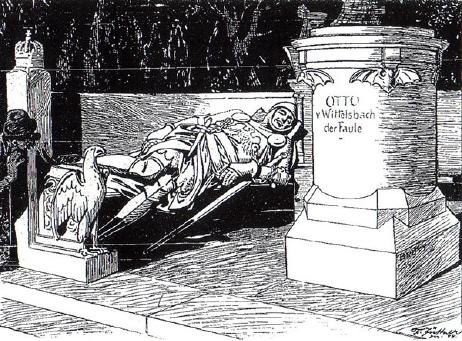
Franz Jüttner: Karikatur des Brandenburgischen Markgrafen Otto V. („Otto der Faule“) in der Berliner Siegesallee, 1899
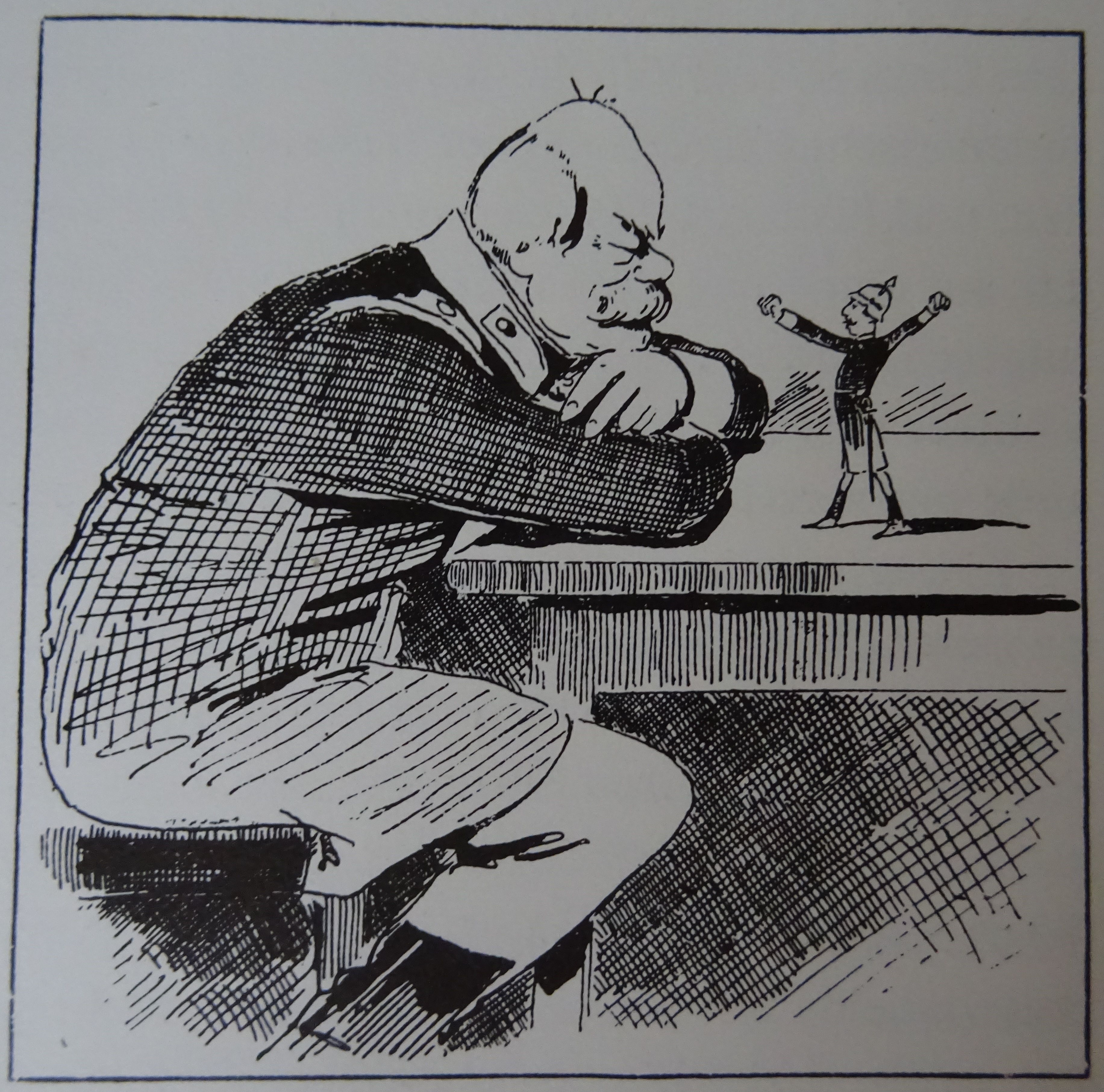
Bismarck und Kaiser Wilhelm II., 1892